# 로열 브루나이 항공의 운항 노선
2020년 7월 현재, 아래는 로열 브루나이 항공의 취항지 목록이다.

## 운항 노선

### 아시아

#### 동아시아
- 대한민국
  - 서울 - 인천국제공항
- 일본
  - 도쿄 - 나리타 국제공항
- 중화인민공화국
  - 베이징 - 베이징 다싱 국제공항
  - 난닝 - 난닝 우수 국제공항
  - 상하이 - 상하이 푸둥 국제공항
  - 정저우 - 정저우 신정 국제공항
  - 창사 시 - 창사 황화 국제공항
  - 하이커우 - 하이커우 메이란 국제공항
  - 항저우 - 항저우 샤오산 국제공항
- 홍콩
  - 홍콩 - 홍콩 첵랍콕 국제공항
- 중화민국
  - 타이베이 - 타이완 타오위안 국제공항

#### 동남아시아
- 말레이시아
  - 쿠알라룸푸르 – 쿠알라룸푸르 국제공항
  - 코타키나발루 – 코타키나발루 국제공항
  - 쿠칭 – 쿠칭 국제공항
- 베트남
  - 호치민 시 - 떤선녓 국제공항
- 브루나이
  - 반다르스리브가완 - 브루나이 국제공항 허브
- 싱가포르
  - 싱가포르 - 싱가포르 창이 국제공항
- 인도네시아
  - 자카르타 - 수카르노 하타 국제공항
  - 덴파사르 - 응우라라이 국제공항
  - 수라바야 - 주안다 국제공항
- 태국
  - 방콕 – 수완나품 국제공항
- 필리핀
  - 마닐라 - 니노이 아키노 국제공항
  - 세부 - 막탄 세부 국제공항

#### 서남아시아
- 사우디아라비아
  - 제다 – 킹 압둘아지즈 국제공항
- 아랍에미리트
  - 두바이 - 두바이 국제공항

### 유럽
- 영국
  - 런던 - 런던 히드로 국제공항[2]

### 오세아니아
- 오스트레일리아
  - 멜버른 - 멜버른 공항
  - 브리즈번 - 브리즈번 공항

## 과거 취항지

### 아시아

#### 동아시아
- 중화인민공화국
  - 베이징 - 베이징 서우두 국제공항
- 일본
  - 오사카 - 간사이 국제공항

#### 동남아시아
- 말레이시아
  - 물루 - 물루 공항
  - 미리 - 미리 공항
  - 빈툴루 - 빈툴루 공항
- 미얀마
  - 양곤 - 양곤 국제공항
- 인도네시아
  - 자카르타 - 할림 페르다나쿠수마 국제공항
  - 발릭파판 - 술탄 아지 모하메드 술라이만 공항
- 태국
  - 방콕 – 돈므앙 국제공항

#### 남아시아
- 인도
  - 콜카타 - 네타지 수바스 찬드라 보스 국제공항

#### 서남아시아
- 바레인
  - 마나마 - 바레인 국제공항
- 아랍에미리트
  - 아부다비 - 아부다비 국제공항
  - 두바이 - 알막툼 국제공항
  - 샤르자 - 샤르자 국제공항
- 쿠웨이트
  - 쿠웨이트 시티 - 쿠웨이트 국제공항

### 아프리카
- 이집트
  - 카이로 - 카이로 국제공항

### 유럽

#### 서유럽
- 영국
  - 런던 - 런던 개트윅 국제공항
  - 맨체스터 - 맨체스터 공항
- 독일
  - 프랑크푸르트 - 프랑크푸르트 국제공항

#### 중유럽
- 스위스
  - 취리히 - 취리히 국제공항

### 오세아니아
- 뉴질랜드
  - 오클랜드 - 오클랜드 국제공항
- 오스트레일리아
  - 다윈 - 다윈 국제공항
  - 시드니 - 시드니 킹스포드 스미스 국제공항
  - 퍼스 - 퍼스 공항